# روبي واين
روبي واين (بالإنجليزية: Robbie Wine)‏ هو لاعب كرة قاعدة أمريكي، ولد في 13 يوليو 1962 في نوريستاون ‏ في الولايات المتحدة.

## وصلات خارجية
- روبي واين على موقع دوري كرة القاعدة الرئيسي (الإنجليزية)
- روبي واين على موقعبيزبول رفرنس.كوم (الدوري الرئيسي) (الإنجليزية)
- روبي واين على موقعبيزبول رفرنس.كوم (الدوري الثانوي) (الإنجليزية)
- روبي واين على موقع إي إس بي إن.كوم (أم.أل.بي) (الإنجليزية)
- روبي واين على موقع مشجعي الرسوم البيانية (الإنجليزية)